# 19e étape du Tour d'Espagne 2003
Pour un article plus général, voir Tour d'Espagne 2003.
La 19e étape du Tour d'Espagne 2003 a eu lieu le 26 septembre 2003 entre la ville de Alcobendas et celle de Collado Villalba, sur une distance de 164 km. Elle a été remportée par l'Italien Filippo Simeoni (Domina Vacanze-Elitron). Il devance le Danois Claus Michael Møller (Milaneza-MSS) et son coéquipier Miguel Ángel Martín Perdiguero. Malgré une nouvelle perte de temps sur notamment Roberto Heras ou Alejandro Valverde, Isidro Nozal (ONCE-Eroski) conserve son maillot or de leader du classement général à l'issue de l'étape.

## Classement de l'étape
| \| Classement de l'étape \| Classement de l'étape \| Classement de l'étape \| Classement de l'étape \| Classement de l'étape \| \| Coureur \| Coureur \| Pays \| Équipe \| Temps \| \| --------------------- \| ------------------------------ \| --------------------- \| ---------------------- \| --------------------- \| \| 1er \| Filippo Simeoni \| Italie \| Domina Vacanze-Elitron \| 3 h 51 min 18 s \| \| 2e \| Claus Michael Møller \| Danemark \| Milaneza-MSS \| + 0 s \| \| 3e \| Miguel Ángel Martín Perdiguero \| Espagne \| Domina Vacanze-Elitron \| + 16 s \| \| 4e \| Cristian Moreni \| Italie \| Alessio \| + 16 s \| \| 5e \| Beat Zberg \| Suisse \| Rabobank \| + 16 s \| \| 6e \| Félix Cárdenas \| Colombie \| Labarca-2-Café Baqué \| + 16 s \| \| 7e \| Unai Osa \| Espagne \| iBanesto.com \| + 16 s \| \| 8e \| Michael Rasmussen \| Danemark \| Rabobank \| + 16 s \| \| 9e \| Alejandro Valverde \| Espagne \| Kelme-Costa Blanca \| + 16 s \| \| 10e \| Óscar Sevilla \| Espagne \| Kelme-Costa Blanca \| + 16 s \| |                                |          |                        |                 |
| |                                |          |                        |                 |
| |                                |          |                        |                 |
| Classement de l'étape |                                |          |                        |                 |
| Coureur | Coureur                        | Pays     | Équipe                 | Temps           |
| 1er | Filippo Simeoni                | Italie   | Domina Vacanze-Elitron | 3 h 51 min 18 s |
| 2e | Claus Michael Møller           | Danemark | Milaneza-MSS           | + 0 s           |
| 3e | Miguel Ángel Martín Perdiguero | Espagne  | Domina Vacanze-Elitron | + 16 s          |
| 4e | Cristian Moreni                | Italie   | Alessio                | + 16 s          |
| 5e | Beat Zberg                     | Suisse   | Rabobank               | + 16 s          |
| 6e | Félix Cárdenas                 | Colombie | Labarca-2-Café Baqué   | + 16 s          |
| 7e | Unai Osa                       | Espagne  | iBanesto.com           | + 16 s          |
| 8e | Michael Rasmussen              | Danemark | Rabobank               | + 16 s          |
| 9e | Alejandro Valverde             | Espagne  | Kelme-Costa Blanca     | + 16 s          |
| 10e | Óscar Sevilla                  | Espagne  | Kelme-Costa Blanca     | + 16 s          |

## Classement général
| \| Classement général \| Classement général \| Classement général \| Classement général \| Classement général \| \| Coureur \| Coureur \| Pays \| Équipe \| Temps \| \| ------------------ \| ------------------------- \| ------------------ \| ------------------------------- \| ------------------ \| \| 1er \| Isidro Nozal \| Espagne \| ONCE-Eroski \| 67 h 43 min 30 s \| \| 2e \| Roberto Heras \| Espagne \| US Postal Service-Berry Floor \| + 1 min 55 s \| \| 3e \| Igor González de Galdeano \| Espagne \| ONCE-Eroski \| + 3 min 03 s \| \| 4e \| Alejandro Valverde \| Espagne \| Kelme-Costa Blanca \| + 4 min 06 s \| \| 5e \| Francisco Mancebo \| Espagne \| iBanesto.com \| + 5 min 13 s \| \| 6e \| Manuel Beltrán \| Espagne \| US Postal Service-Berry Floor \| + 5 min 16 s \| \| 7e \| Michael Rasmussen \| Danemark \| Rabobank \| + 6 min 11 s \| \| 8e \| Luis Pérez Rodríguez \| Espagne \| Cofidis-Le Crédit par Téléphone \| + 7 min 37 s \| \| 9e \| Unai Osa \| Espagne \| iBanesto.com \| + 7 min 43 s \| \| 10e \| Félix Cárdenas \| Colombie \| Labarca-2-Café Baqué \| + 8 min 14 s \| |                           |          |                                 |                  |
| |                           |          |                                 |                  |
| |                           |          |                                 |                  |
| Classement général |                           |          |                                 |                  |
| Coureur | Coureur                   | Pays     | Équipe                          | Temps            |
| 1er | Isidro Nozal              | Espagne  | ONCE-Eroski                     | 67 h 43 min 30 s |
| 2e | Roberto Heras             | Espagne  | US Postal Service-Berry Floor   | + 1 min 55 s     |
| 3e | Igor González de Galdeano | Espagne  | ONCE-Eroski                     | + 3 min 03 s     |
| 4e | Alejandro Valverde        | Espagne  | Kelme-Costa Blanca              | + 4 min 06 s     |
| 5e | Francisco Mancebo         | Espagne  | iBanesto.com                    | + 5 min 13 s     |
| 6e | Manuel Beltrán            | Espagne  | US Postal Service-Berry Floor   | + 5 min 16 s     |
| 7e | Michael Rasmussen         | Danemark | Rabobank                        | + 6 min 11 s     |
| 8e | Luis Pérez Rodríguez      | Espagne  | Cofidis-Le Crédit par Téléphone | + 7 min 37 s     |
| 9e | Unai Osa                  | Espagne  | iBanesto.com                    | + 7 min 43 s     |
| 10e | Félix Cárdenas            | Colombie | Labarca-2-Café Baqué            | + 8 min 14 s     |

## Classements annexes
| Classement par points | Classement par points | Classement par points | Classement par points | Classement par points |
| Coureur               | Coureur               | Pays                  | Équipe                | Points                |
| --------------------- | --------------------- | --------------------- | --------------------- | --------------------- |
| 1er                   | Erik Zabel            | Allemagne             | Telekom               | 151 pts               |
| 2e                    | Alessandro Petacchi   | Italie                | Fassa Bortolo         | 135 pts               |
| 3e                    | Alejandro Valverde    | Espagne               | Kelme-Costa Blanca    | 132 pts               |
| 4e                    | Félix Cárdenas        | Colombie              | Labarca-2-Café Baqué  | 107 pts               |
| 5e                    | Michael Rasmussen     | Danemark              | Rabobank              | 99 pts                |

| Classement par points | Classement par points | Classement par points | Classement par points | Classement par points |
| Coureur               | Coureur               | Pays                  | Équipe                | Points                |
| --------------------- | --------------------- | --------------------- | --------------------- | --------------------- |
| 1er                   | Erik Zabel            | Allemagne             | Telekom               | 151 pts               |
| 2e                    | Alessandro Petacchi   | Italie                | Fassa Bortolo         | 135 pts               |
| 3e                    | Alejandro Valverde    | Espagne               | Kelme-Costa Blanca    | 132 pts               |
| 4e                    | Félix Cárdenas        | Colombie              | Labarca-2-Café Baqué  | 107 pts               |
| 5e                    | Michael Rasmussen     | Danemark              | Rabobank              | 99 pts                |

| Classement de la montagne | Classement de la montagne | Classement de la montagne | Classement de la montagne       | Classement de la montagne |
| Coureur                   | Coureur                   | Pays                      | Équipe                          | Points                    |
| ------------------------- | ------------------------- | ------------------------- | ------------------------------- | ------------------------- |
| 1er                       | Félix Cárdenas            | Colombie                  | Labarca-2-Café Baqué            | 194 pts                   |
| 2e                        | Aitor Osa                 | Espagne                   | iBanesto.com                    | 112 pts                   |
| 3e                        | Joan Horrach              | Espagne                   | Milaneza-MSS                    | 101 pts                   |
| 4e                        | Alejandro Valverde        | Espagne                   | Kelme-Costa Blanca              | 88 pts                    |
| 5e                        | Luis Pérez Rodríguez      | Espagne                   | Cofidis-Le Crédit par Téléphone | 72 pts                    |

| Classement de la montagne | Classement de la montagne | Classement de la montagne | Classement de la montagne       | Classement de la montagne |
| Coureur                   | Coureur                   | Pays                      | Équipe                          | Points                    |
| ------------------------- | ------------------------- | ------------------------- | ------------------------------- | ------------------------- |
| 1er                       | Félix Cárdenas            | Colombie                  | Labarca-2-Café Baqué            | 194 pts                   |
| 2e                        | Aitor Osa                 | Espagne                   | iBanesto.com                    | 112 pts                   |
| 3e                        | Joan Horrach              | Espagne                   | Milaneza-MSS                    | 101 pts                   |
| 4e                        | Alejandro Valverde        | Espagne                   | Kelme-Costa Blanca              | 88 pts                    |
| 5e                        | Luis Pérez Rodríguez      | Espagne                   | Cofidis-Le Crédit par Téléphone | 72 pts                    |

| Classement du combiné | Classement du combiné | Classement du combiné | Classement du combiné           | Classement du combiné |
| Coureur               | Coureur               | Pays                  | Équipe                          | Points                |
| --------------------- | --------------------- | --------------------- | ------------------------------- | --------------------- |
| 1er                   | Alejandro Valverde    | Espagne               | Kelme-Costa Blanca              | 11 pts                |
| 2e                    | Félix Cárdenas        | Colombie              | Labarca-2-Café Baqué            | 15 pts                |
| 3e                    | Michael Rasmussen     | Danemark              | Rabobank                        | 20 pts                |
| 4e                    | Isidro Nozal          | Espagne               | ONCE-Eroski                     | 24 pts                |
| 5e                    | Luis Pérez Rodríguez  | Espagne               | Cofidis-Le Crédit par Téléphone | 25 pts                |

| Classement du combiné | Classement du combiné | Classement du combiné | Classement du combiné           | Classement du combiné |
| Coureur               | Coureur               | Pays                  | Équipe                          | Points                |
| --------------------- | --------------------- | --------------------- | ------------------------------- | --------------------- |
| 1er                   | Alejandro Valverde    | Espagne               | Kelme-Costa Blanca              | 11 pts                |
| 2e                    | Félix Cárdenas        | Colombie              | Labarca-2-Café Baqué            | 15 pts                |
| 3e                    | Michael Rasmussen     | Danemark              | Rabobank                        | 20 pts                |
| 4e                    | Isidro Nozal          | Espagne               | ONCE-Eroski                     | 24 pts                |
| 5e                    | Luis Pérez Rodríguez  | Espagne               | Cofidis-Le Crédit par Téléphone | 25 pts                |

| Classement par équipes | Classement par équipes          | Classement par équipes | Classement par équipes |
| Équipe                 | Équipe                          | Pays                   | Temps                  |
| ---------------------- | ------------------------------- | ---------------------- | ---------------------- |
| 1re                    | ONCE-Eroski                     | Espagne                | 195 h 48 min 51 s      |
| 2e                     | iBanesto.com                    | Espagne                | + 1 min 31 s           |
| 3e                     | Kelme-Costa Blanca              | Espagne                | + 19 min 24 s          |
| 4e                     | Cofidis-Le Crédit par Téléphone | France                 | + 29 min 24 s          |
| 5e                     | Euskaltel-Euskadi               | Espagne                | + 38 min 07 s          |

| Classement par équipes | Classement par équipes          | Classement par équipes | Classement par équipes |
| Équipe                 | Équipe                          | Pays                   | Temps                  |
| ---------------------- | ------------------------------- | ---------------------- | ---------------------- |
| 1re                    | ONCE-Eroski                     | Espagne                | 195 h 48 min 51 s      |
| 2e                     | iBanesto.com                    | Espagne                | + 1 min 31 s           |
| 3e                     | Kelme-Costa Blanca              | Espagne                | + 19 min 24 s          |
| 4e                     | Cofidis-Le Crédit par Téléphone | France                 | + 29 min 24 s          |
| 5e                     | Euskaltel-Euskadi               | Espagne                | + 38 min 07 s          |